# Nocaima (kommunhuvudort)
Nocaima är en kommunhuvudort i Colombia.   Den ligger i departementet Cundinamarca, i den centrala delen av landet, 60 km nordväst om huvudstaden Bogotá. Nocaima ligger 1 161 meter över havet och antalet invånare är 2 475.
Terrängen runt Nocaima är kuperad, och sluttar västerut. Runt Nocaima är det ganska tätbefolkat, med 144 invånare per kvadratkilometer. Närmaste större samhälle är Villeta, 11,7 km sydväst om Nocaima. I omgivningarna runt Nocaima växer i huvudsak städsegrön lövskog.